# Kutzschenbach

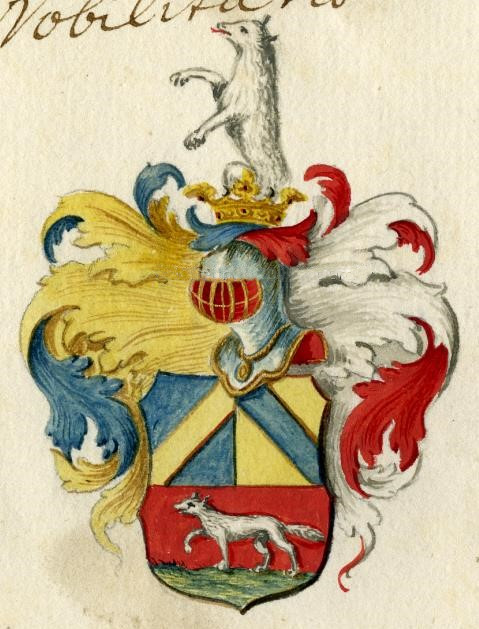
Wappen derer von Kutzschenbach (1746)

Kutzschenbach ist der Name eines aus Thüringen/Weißenfels stammenden Briefadelsgeschlechts. Die Familie leitet ihren Namen von dem Gutschbach auf der Finne über Niedertrebra ab.

## Geschichte

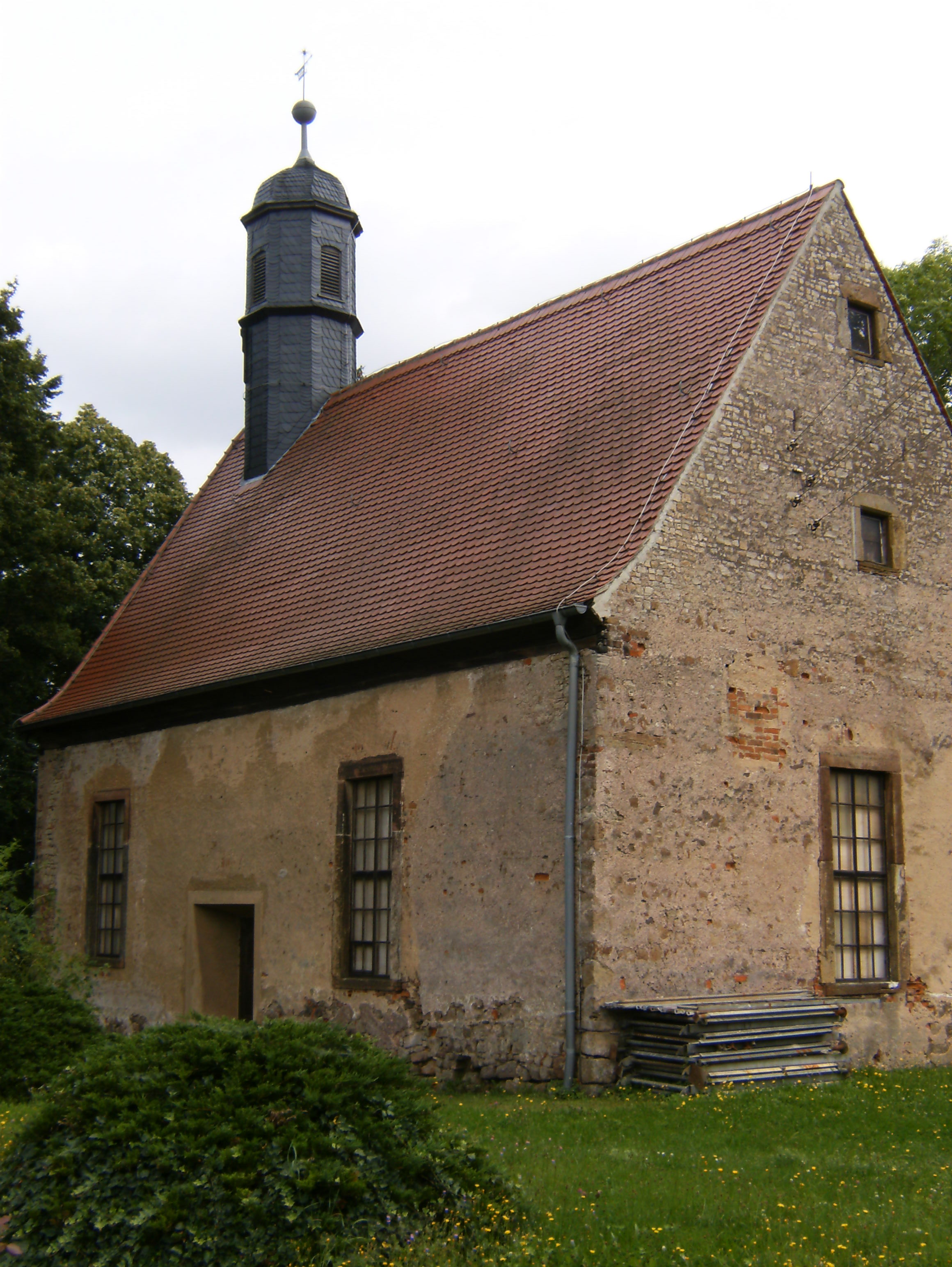
Kirche des Ritterguts Kaimberg. Patronatskirche der von Kutzschenbach.

Das Geschlecht entstammt einer bürgerlichen Familie und erscheint als solche erstmals urkundlich 1497 mit Konrad Kutzbach in und bei Dornburg an der Saale. In Weißenfels erscheint die Familie mit dem Ratsherrn Michael Kuzschenbach (* um 1600). Sein 1647 dort geborener Sohn Johann Christoph war fürstlich-weißenfelsischer Regierungs-Sekretär. In dritter Generation ist dann auch der Name der Ehefrau bekannt, Johann Friedrich Kutschenbach hatte 1707 in Gera Christina Keilhau geheiratet und war fürstlich-brandenburgisch-kulmbacher und gräflich-reußischer Kommerzienrat. Sie sind die Stammeltern der in mehreren Schritten einzeln nobilitierten Familienangehörigen. Die Geschwister, beginnend mit dem Alter, Christina Maria von Kutzschenbach erhielt 1740 den Reichsadelsstand zu Wien, Heinrich (* 1718; † 1797), Vorfahre aller heute lebenden Familienglieder bereits 1739, Johann August 1743, Johann Gottfried 1745 und Johanna Maria 1746,. Nachfolgend nannte sich die Familie durchweg von Kutzschenbach. Der Landkammerrat Heinrich von Kutzschenbach erwarb die Besitzung Rittergut Kaimberg und das bedeutende Nebengut Meilitz. Ludwig von Kutzschenbach (* 1787; † 1869) war nicht in der Kaimberger Erbfolge, wurde aber Domherr zu Greiz und Dekan des Kollegiat-Stifts zu Zeitz. Auch die Herrschaft Rothenburg in der Oberlausitz gehörte diesem Familienzweig und wurde dort mit Friedrich Johann August Erdmann von Kutzschenbach als Schlossbauherr, der Baukörper ist abgängig, tätig. Erst Bernhard von Kutzschenbach (* 1822; † 1905), kgl. preuß. Oberst z. D., veräußert das Gut Kaimberg und ging mit seiner Familie nach Berlin. Mit dem ostbrandenburgischen Groß Breesen bei Guben war ein anderes Gut generationsübergreifend in der Bewirtschaftung der Familie. Aus diesem Haus stammte Alexander von Kutzschenbach, der 1896 der Anerkennung des russischen Barontitels erhielt und in Georgien umfangreiche Begüterungen, weit über 8.000 ha, besaß.
Namhafteste Familienvertreter waren insbesondere der k. u. k. Oberst Robert von Kutschenbach (* 1819; † 1874) und der preußische Oberst Eugen von Kutzschenbach, der hundertjährig 1938 den Charakter eines Generalmajors erhielt. Zu nennen sind aus der genealogischen Linie Kaimberg der Kammerherr, Oberstleutnant und Heraldiker Walter von Kutzschenbach und seine Söhne Hans Erdmann von Kutzschenbach, längere Zeit Theaterintendant, sowie Rolf von Kutzschenbach (* 1888; † 1945), beides Juristen. Letzterer war wiederum von 1922 bis 1942 langjähriger Chefredakteur, respektive Hauptschriftleiter, der Gothaischen Genealogischen Taschenbücher und wirkte mit seinem Vater als Familienchronist sowie publizierte ebenso als allgemeiner Genealoge. Als Mitglied der NSDAP verließ er weisungsgemäß den Johanniterorden, er war Rechtsritter dieser Kongregation, weil die Doppelmitgliedschaft in beiden Organisationen verboten war. Zudem war Rolf von Kutzschenbach Mitglied im Adelsgerichtshof, aber nicht in dessen Trägerorganisation organisiert, der Deutschen Adelsgenossenschaft.
In die Familie eingeheiratet hatte Olga Paulus, Tochter des GFM Paulus.

## Wappen
Ein erstes verbürgtes Wappenbild der Kuzchenbaeh oder Cutzenbach soll angeblich ein Rabe gewesen sein. Das Stammwappen der Familie erscheint dann zum ersten Male urkundlich 1676, als Siegelbild. 

„Das Reichsadelswappen nach der Originalurkunde vom Jahre 1739 ist folgendermaßen blasoniert:
„Geteilt, oben in von Gold und Blau gespaltenem Felde zwei Balken verwechselter Farbe im Sparrenschnitt, unten in Rot ein auf Rasen schreitender silberner Wolf mit ausschlagender Zunge. auf dem gekrönten Helm mit rechts blau-goldener, links rot-silberner Decke der Wolf wachsend.“ Als Wahlspruch führt die Familie: „Justus et tenax““